# Všesulov
Všesulov (Duits: Schösselhof of Schlösselhof) is een Tsjechische gemeente in de regio Midden-Bohemen en maakt deel uit van het district Rakovník. Het dorp ligt op 11 km afstand van de stad Rakovník.
Všesulov telt 103 inwoners.

## Geschiedenis
De eerste schriftelijke vermelding van Všesulov dateert van 1307, toen het tot het koninkrijk Křivoklát behoorde. Het was echter al eerder gesticht. In 1360 behoorde het dorp toe aan de eigenaar van Krakau. Lange tijd was het eigendom van de familie Kolovrat die in het kasteel van Krakovec woonde. Pas in 1539 bouwde Albrecht van Kolovrat een hof en kasteel in Všesulov (geschreven als Všesulów) vanwege veelvuldige ruzies met zijn broers in het kasteel. Na afloop van de Hussietenoorlogen annexeerde hij alle verlaten dorpen en nederzettingen en bestuurde ze vanuit het kasteel van Všesulov.
In 1592 werden in Všesulov een schaapskooi, herberg, brouwerij met mouterij, vijvers en jachtterrein vermeld. Vanaf 1605 was de eigenaar Všesul Havel Hrobčický, oorspronkelijk afkomstig uit Hrobčice in Petrovice. Het dorp was echter door de Dertigjarige Oorlog volledig verlaten.
Sinds 2003 is Všesulov een zelfstandige gemeente binnen het Rakovníkdistrict.

## Verkeer en vervoer

### Autowegen
Weg II/229 loopt door de gemeente en verbindt Všesulov met Rakovník enerzijds en Kralovice anderzijds.

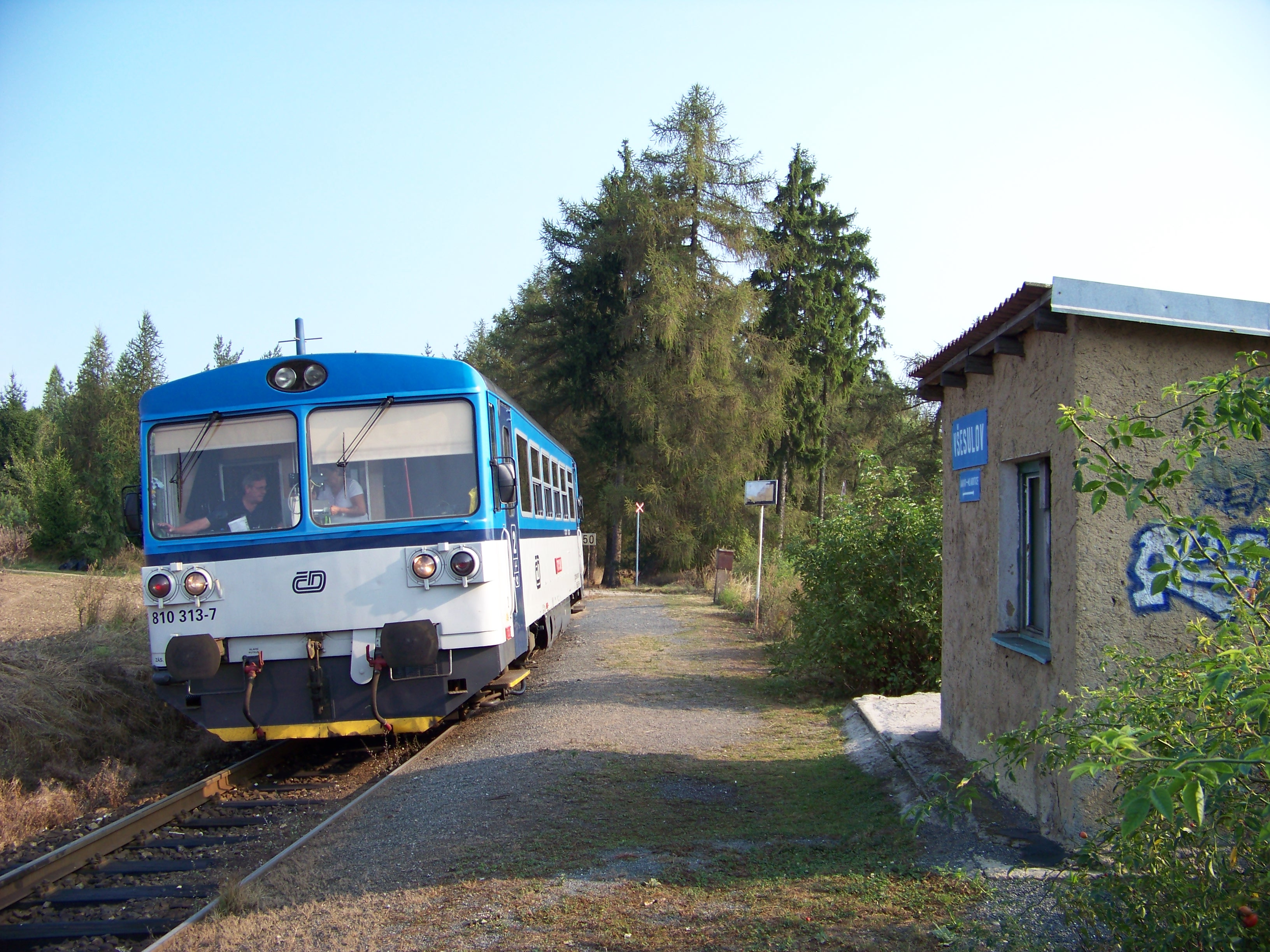
Station met trein (2012)

### Spoorlijnen
Station Všesulov ligt aan spoorlijn 162 Rakovník - Mladotice. De lijn is een enkelsporige regionale lijn waarop het vervoer in 1899 begon. 
Op werkdagen halteren er 9 treinen per dag; in het weekend 8.

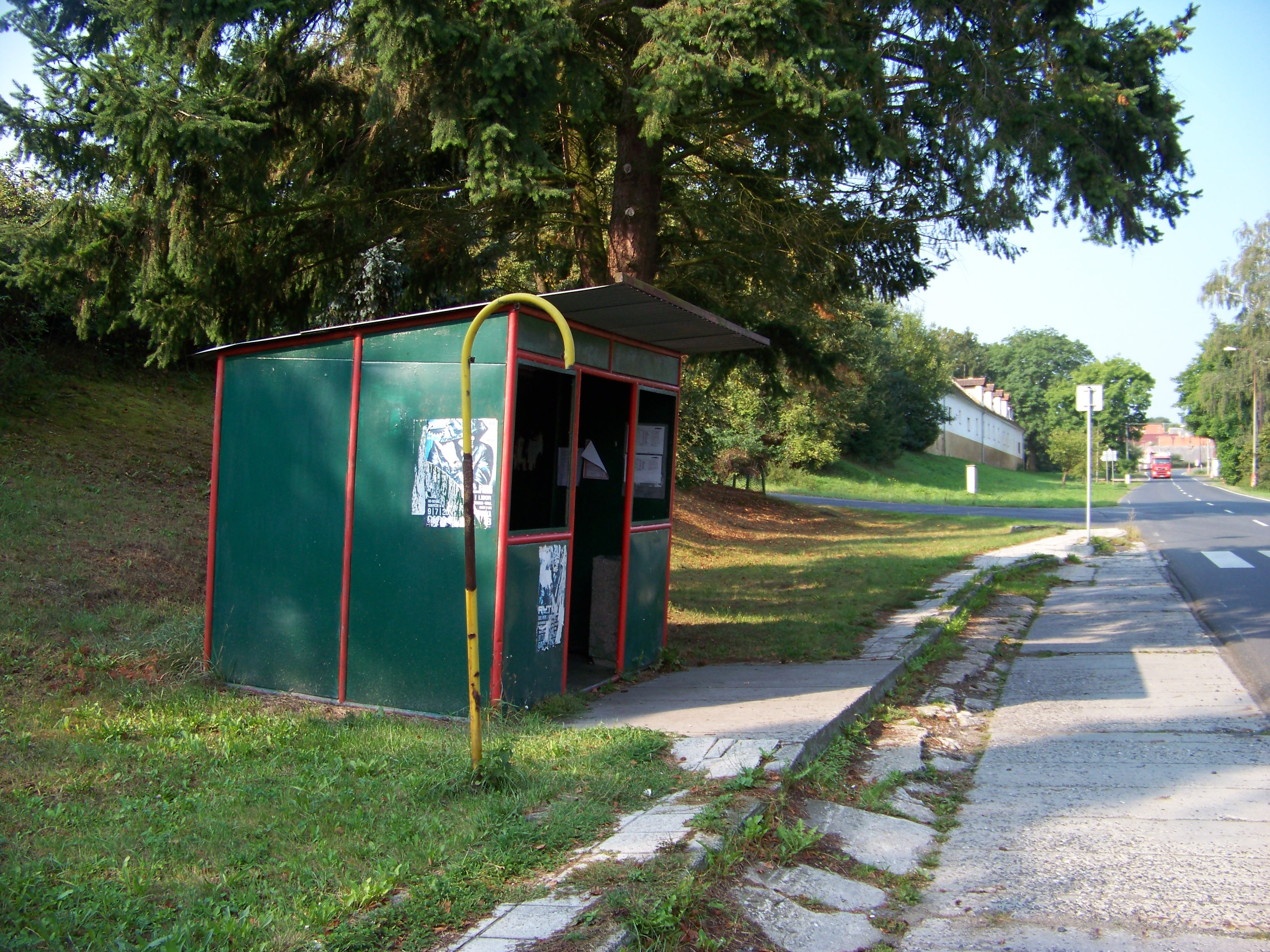
Bushalte in het dorp (2012)

### Buslijnen
Door het dorp rijden buslijnen van LEXTRANS en Transdev Střední Čechy naar de volgende bestemmingen: Jesenice, Kralovice, en Rakovník.

## Bezienswaardigheden
- Sint-Maartenkerk;
- Standbeeld van Johannes van Nepomuk.

## Galerij

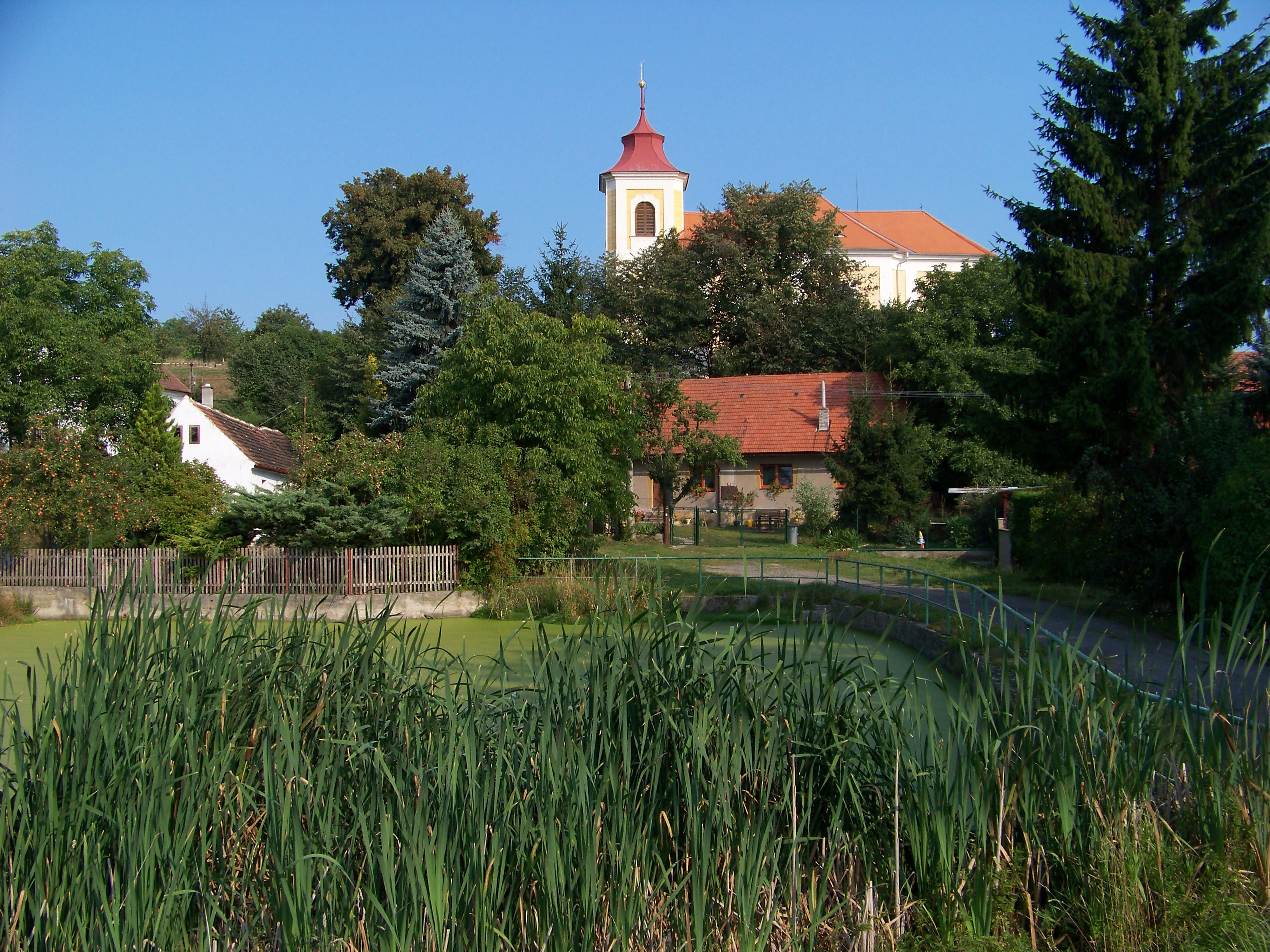
Sint-Maartenkerk
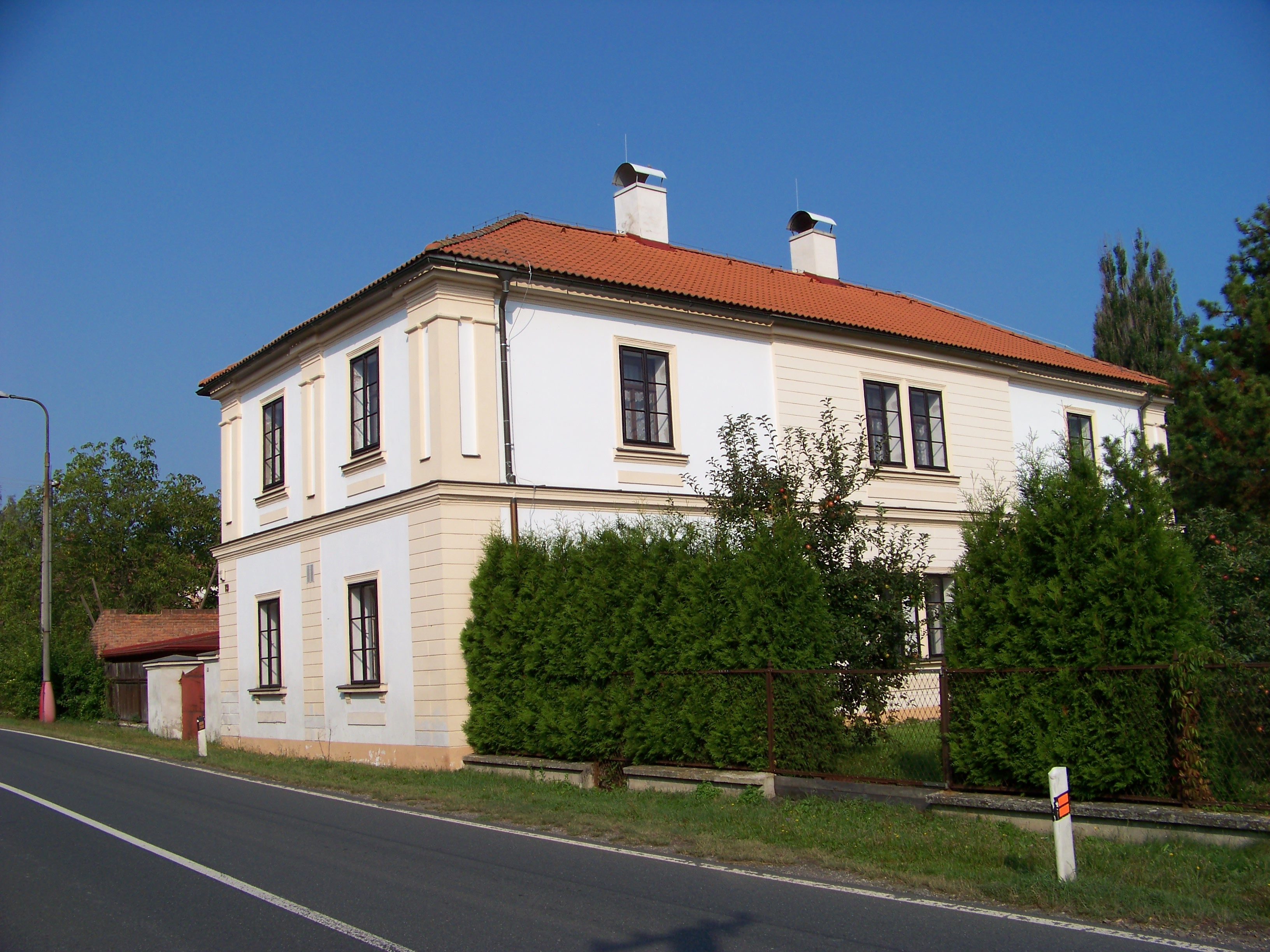
Gebouw in Všesulov
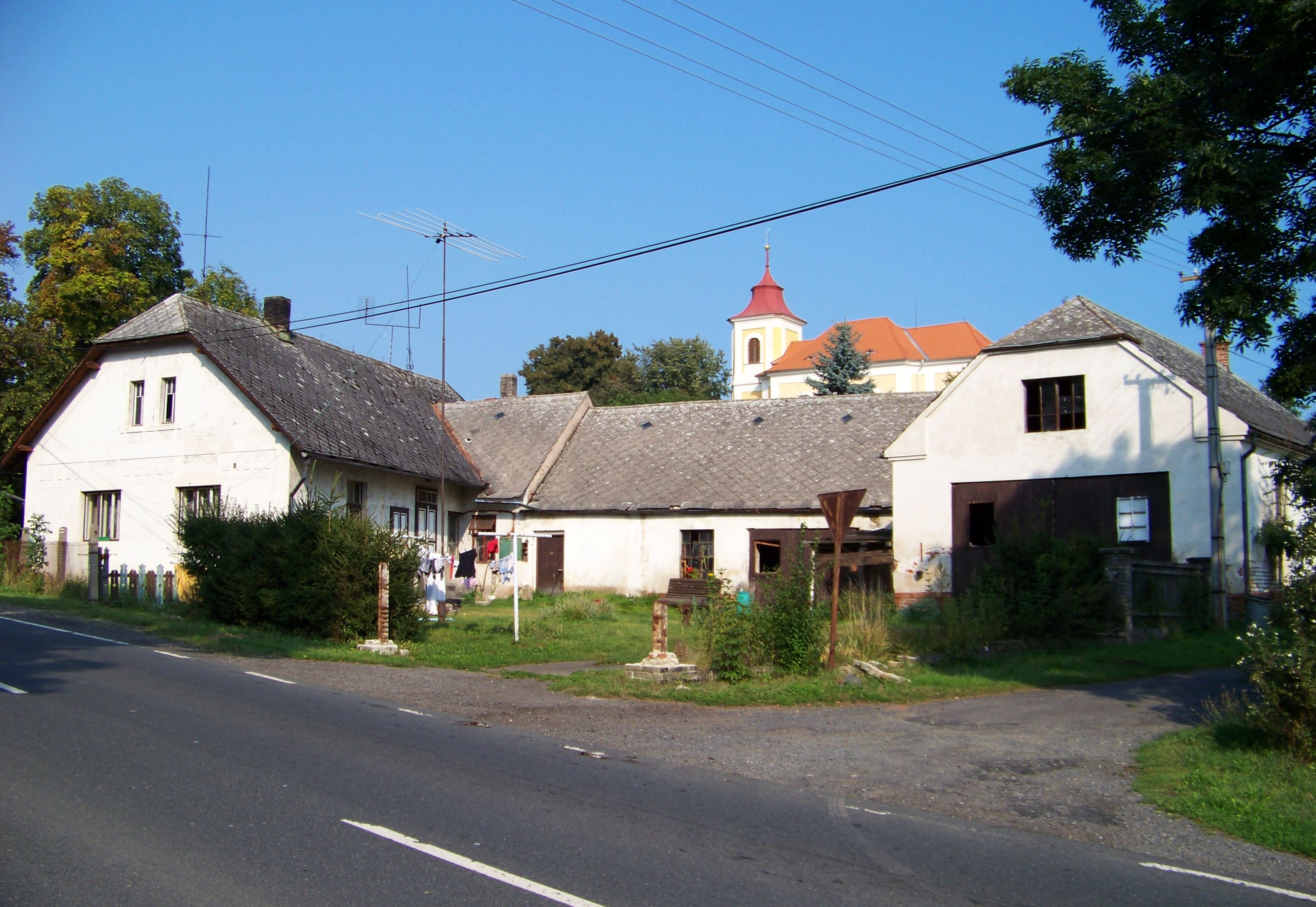
Huis met kerk op de achtergrond
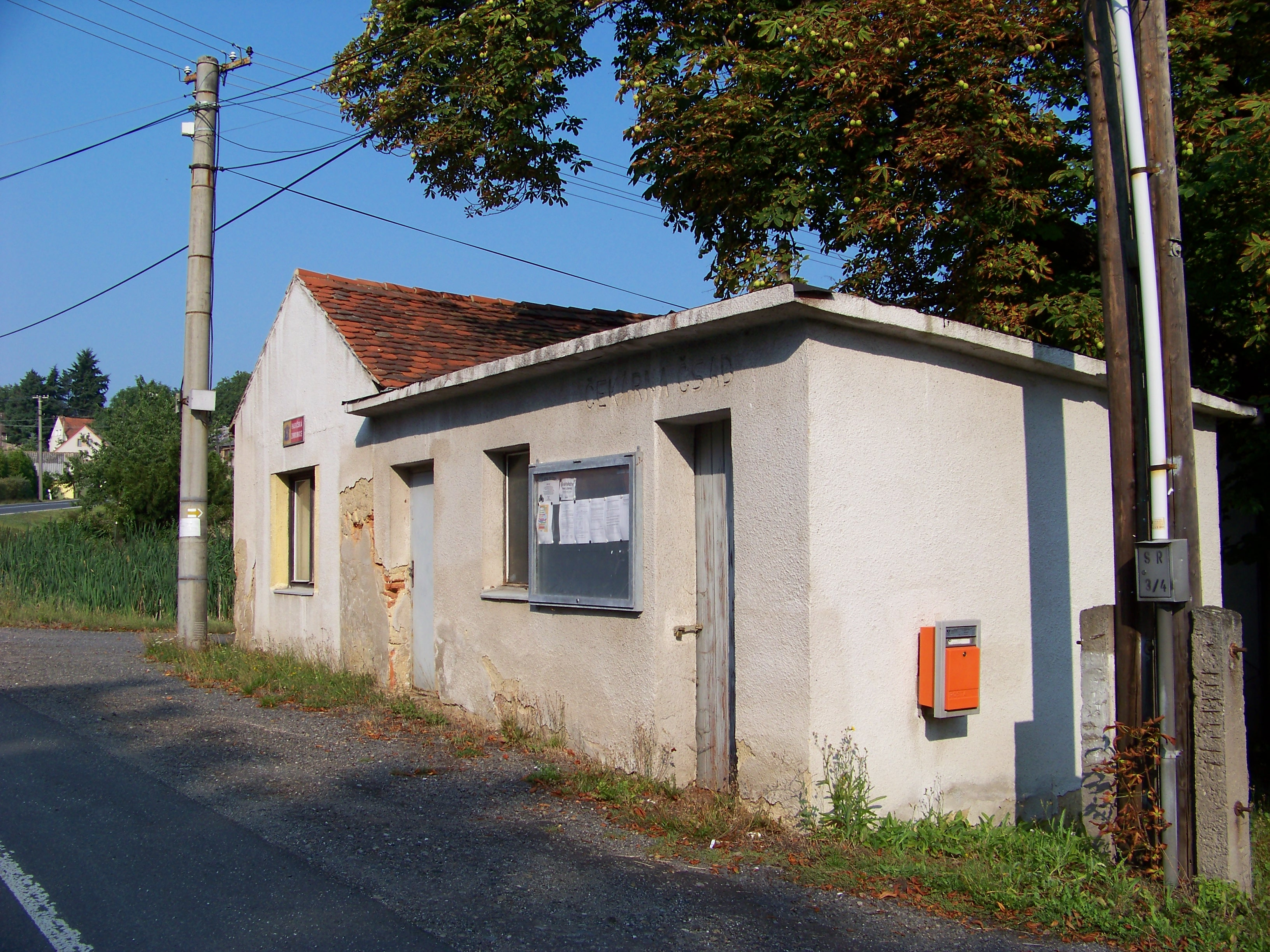
Kleine brandweerkazerne
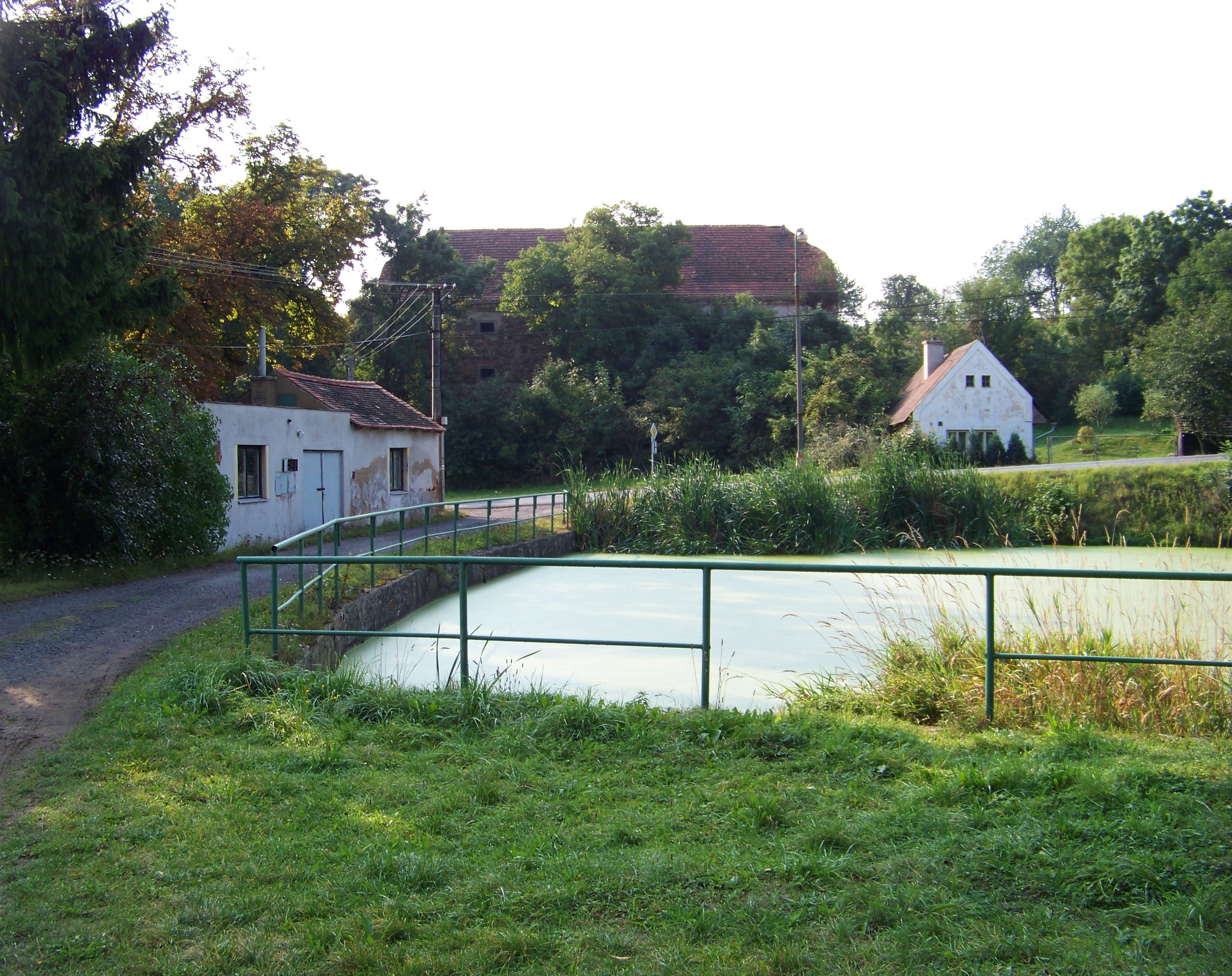
Dorpsvijver
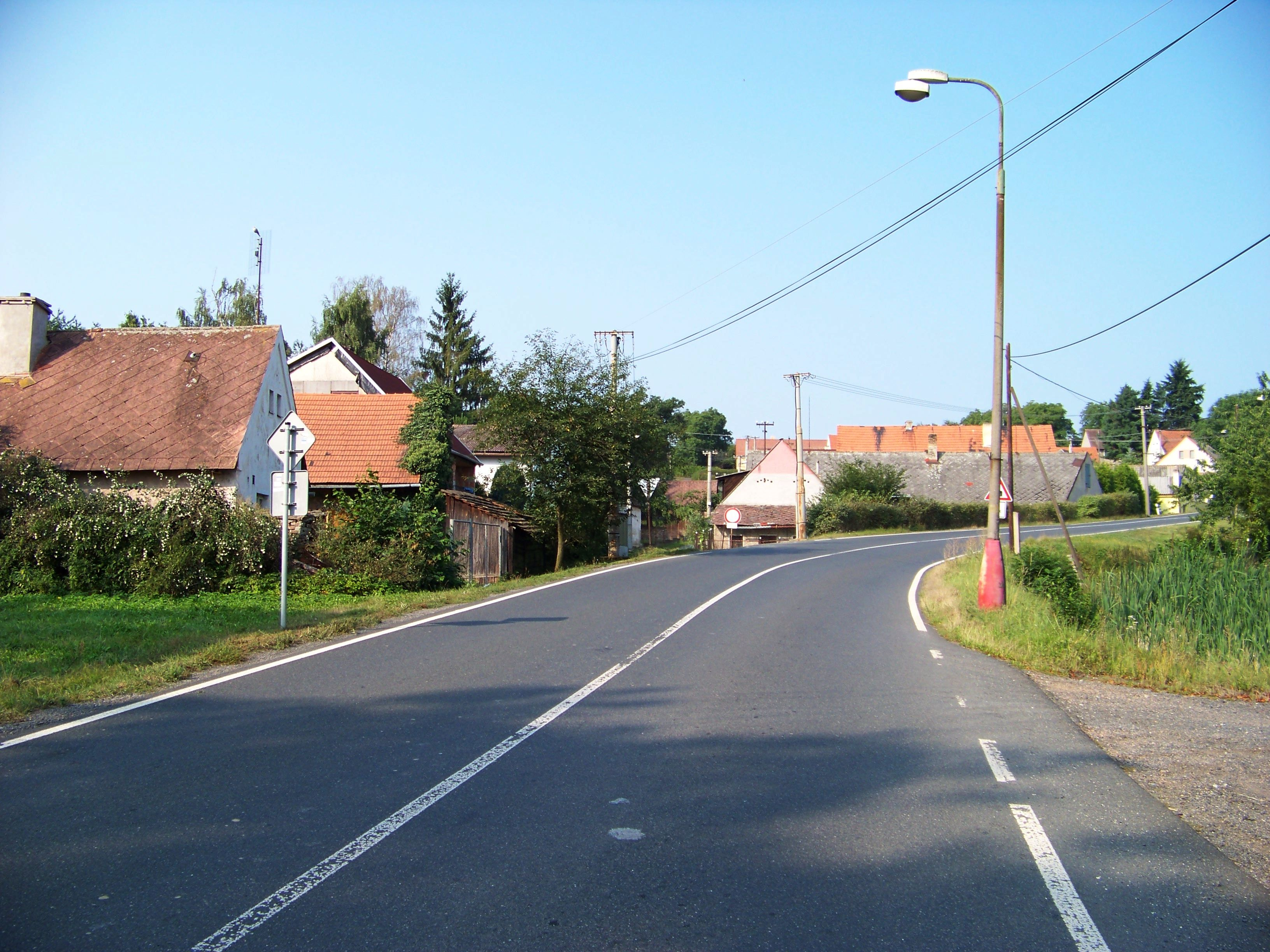
Weg II/229 langs het dorp